# 雅叶高速公路
雅安－叶城高速公路，简称雅叶高速，是国家高速公路网中东西横线 沪蓉高速的联络线之一，由四川雅安至新疆叶城，线路主要经过以下地区：雅安－天全－泸定－康定－理塘－巴塘－芒康－八宿－林芝－拉萨－日喀则－噶尔－叶城。

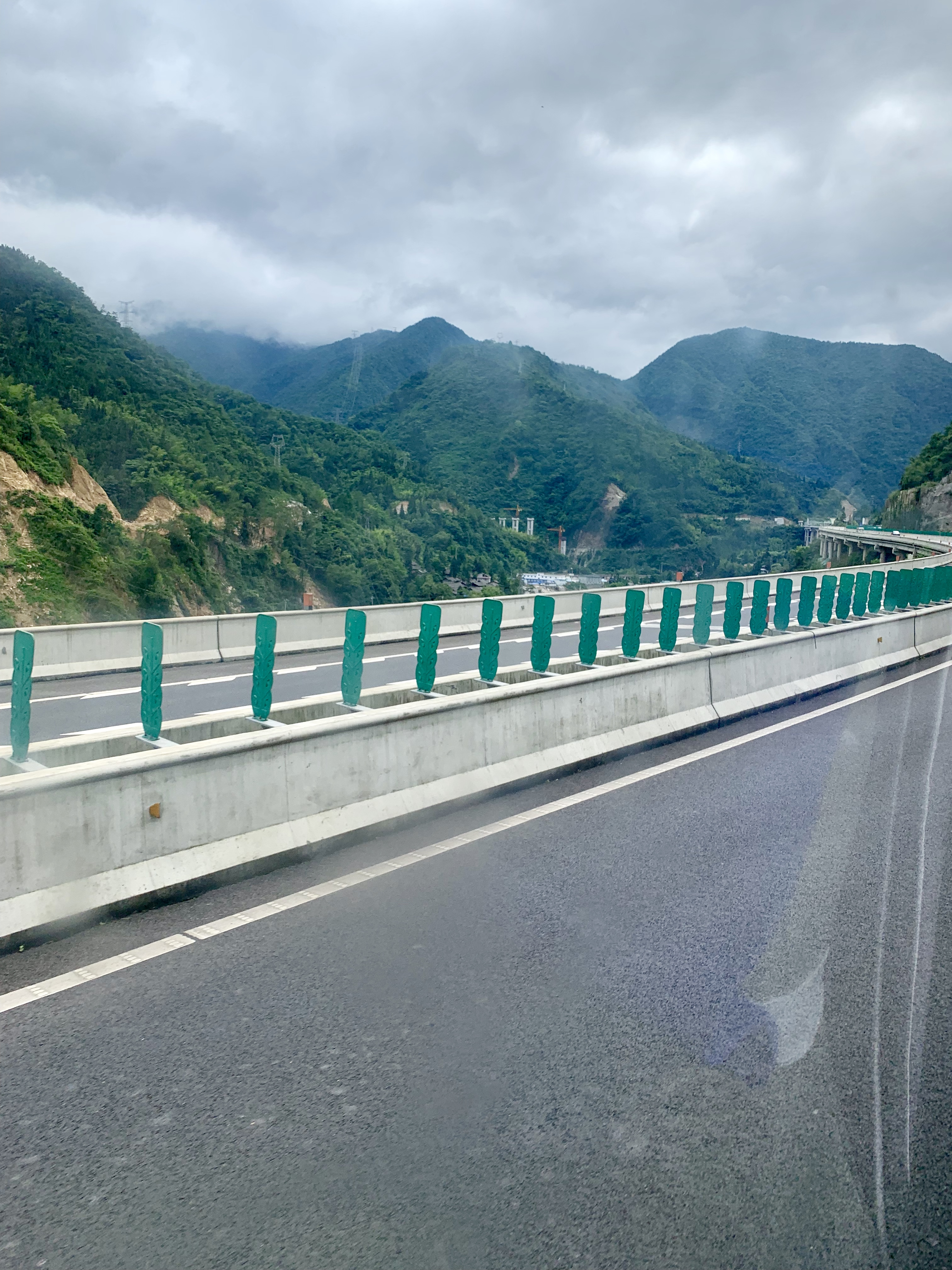
雅叶高速雅安-康定段途径雅安天全县的路段

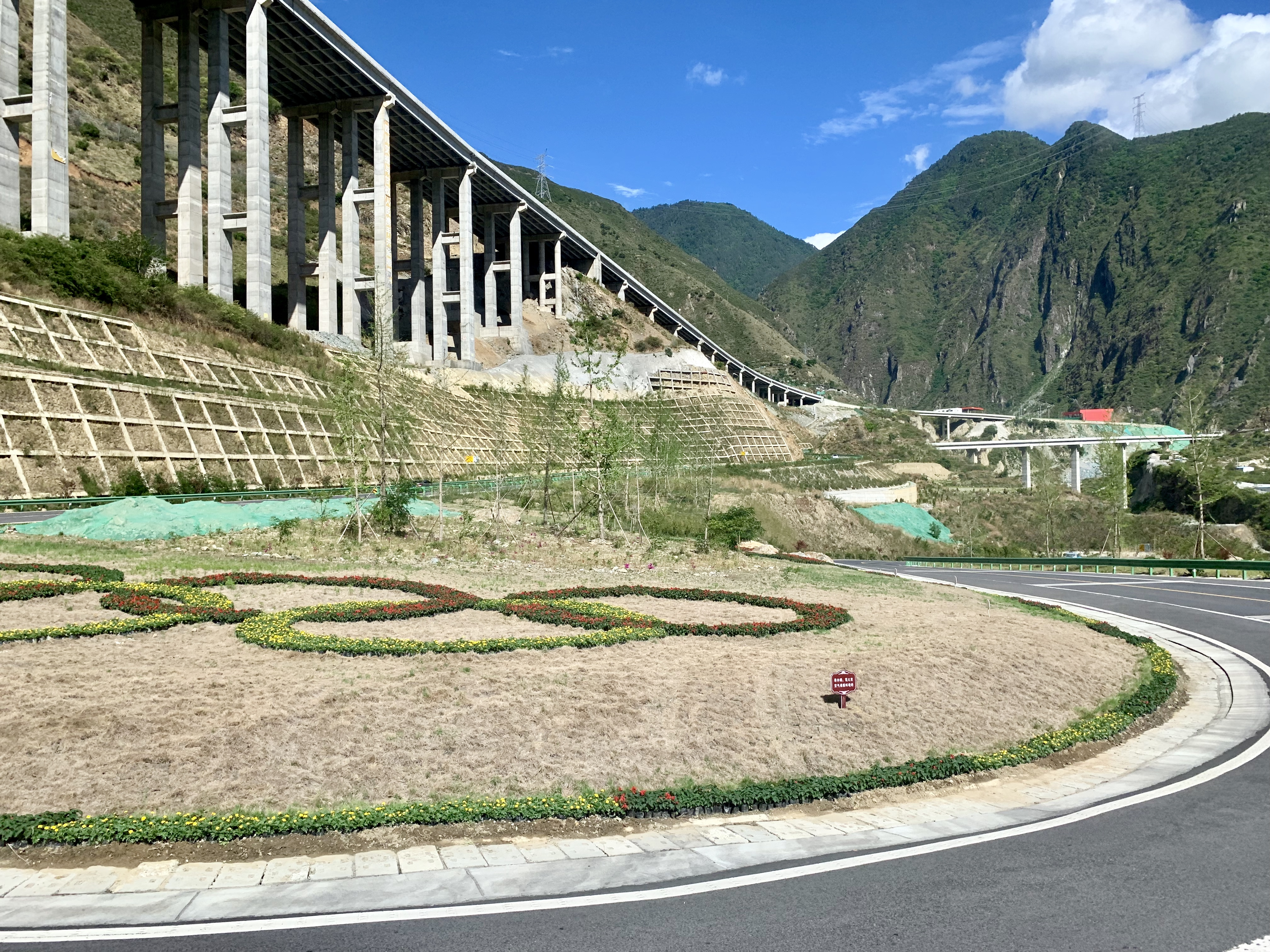
雅叶高速雅安-康定段途径泸定路段高架桥仰视

## 分段情况

### 四川段

#### 雅安－康定
雅康高速是位于四川西部雅安到康定的一条高速公路，是中华人民共和国国家高速公路网雅安至叶城联络线中的一段，也是四川省高速公路网“16·5·5”规划中5条东西横线之一康定至泸定的重要组成部分。路线起于雅安市草壩鎮，接已建的 成渝环线高速樂山ー雅安段，在对岩镇與 京昆高速互通，经天全县、泸定县，止于康定市菜园子。路线全长约133公里，其中甘孜州境内约55公里，全程设计速度80公里/小时，路基宽24.5m，投资估算约220亿元。2017年12月31日，雅康高速泸定段正式试通行。2018年12月31日，雅康高速公路全线建成并试通车运营。
线路全长133km，设计时速80km。穿越二郎山的二郎山隧道为本段线路的控制工程，全长13.4km，于2012年12月开工。另外，位于该路段的兴康特大桥也是世界上桥面高度最高的几座桥梁之一。

#### 康定过境段

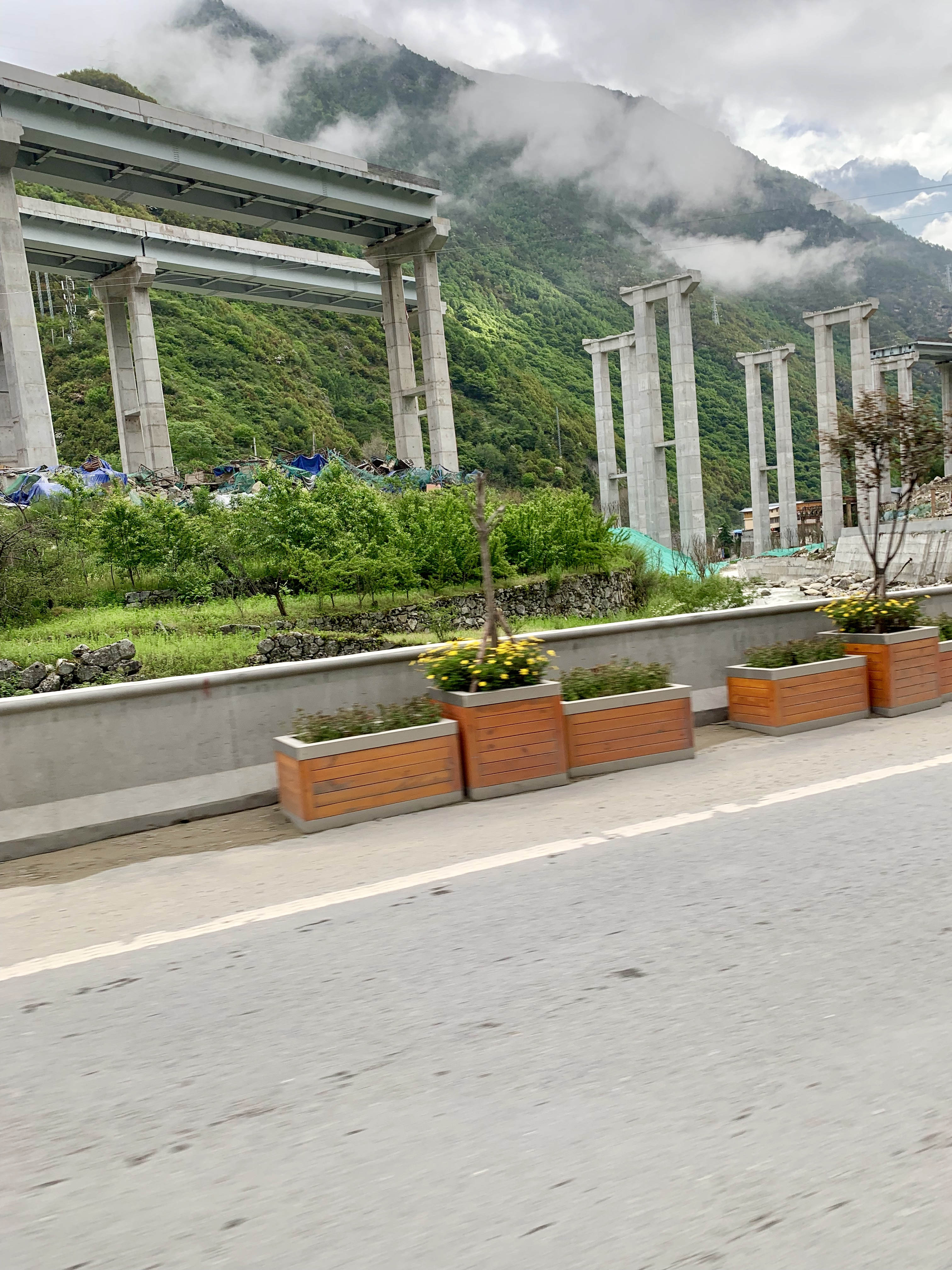
建设中的雅康高速康定入城段和雅叶高速康定－新都桥段

雅叶高速康定过境段项目设计时速每小时80千米，路基宽度25.5米，按双向四车道标准建设，项目批复工期4年，概算投资达到36亿元，平均每公里造价约为人民币2亿元。其中，全长15公里的跑马山1号、2号两座特长隧道是重难点工程。全线设置2处互通、1处服务区、1处停车区，服务区、停车区均与互通合设。项目按全部控制出入、全立交的双向四车道高速公路标准建设，预计2024年通车。
2023年10月22日，康定过境段跑马山1号隧道右洞贯通。这座隧道进口和出口的高差达到222米，创下高速公路单体隧道进出口高差世界之最。

#### 康定－新都桥
康新高速起于康定榆林，接康定过境段高速公路，经毛家沟、大草坪、二台子，设折多山隧道越岭，经塘泥坝、水桥、麦巴、瓦泽，止于新都桥镇东俄洛三村。路线全长78.519公里，扣除与318国道合建的折多山隧道折算里程后，实际建设里程73.006公里。全线设置二台子、塘泥坝、瓦泽、新都桥（枢纽）4处互通式立交，共设桥梁22座、隧道8座，桥隧比为67%，并设置服务区2处与停车区1处。主线采用双向四车道高速公路标准建设，设计速度80公里/小时，核定项目概算总金额170.27亿元，建安费143.59亿。本项目的工程可行性研究已于2021年2月取得批复，估算总投资164.57亿元。2022年9月8日，康新高速公路项目初步设计顺利获得交通运输部批复（交公路函〔2022〕432号）。2024年9月26日，康新高速全面动工。

#### 新都桥－川藏界
项目起于康定县新都桥镇，接康定至新都桥高速公路，向西经雅江县、理塘县、巴塘县，止于巴塘县竹巴龙附近川藏界。路线里程约342公里，拟采用双向四车道高速公路，目前尚在规划中。

### 西藏段

#### 川藏界－林芝
川藏界至林芝段尚在规划中。

#### 林芝－拉萨
林芝至拉萨高等级公路，简称拉林高等级公路或拉林公路、林拉公路，是连接西藏自治区拉萨市和林芝市的一条高等级公路。拉林高等级公路全长409.2公里，采用双向四车道一级公路标准，设计时速为80公里（实际限速100公里/每小时）。线路起于林芝市巴宜区，途经工布江达县、墨竹工卡县和达孜县，最后抵达拉萨市区。
拉林高等级公路于2013年5月正式开工建设，其中拉萨－墨竹工卡段和林芝－工布江达段于2015年9月建成通车，二期工程于2017年通车。米拉山隧道贯通后，全线于2019年4月26日实现通车。林拉高等级公路沿线设有10个服务区（停车区），分别为甘丹寺服务区、日多服务区、邦杰塘服务区、金达服务区、工布江达服务区、百巴服务区、加色停车区、皮康村停车区、秀巴停车区、多布停车区。林拉公路是雅叶高速公路的林芝至拉萨段规划的一部分，但仅限里程标设置G4218标识。

#### 拉萨过境段
雅叶高速公路目前在拉萨城区通过 318国道连接。未来将通过拉萨绕城高速联通，该路段采用高速公路设计标准，双向四车道，设计时速100Km/h。路线起点顺接规划中 京藏高速拉萨过境段的拉萨南枢纽互通后向东南布设，途径拉萨市柳梧新区、城关区慈觉林寺、城关区香嘎村、蔡公堂街道白淀村，穿过拉萨市木材交易市场北侧后设置达孜西枢纽互通与拉林高速衔接，项目路线全长31.082公里。全线共设置桥梁10095/12(m/座)，其中特大桥5595/4(m/座)、大桥4500/8(m/座)；共设置隧道14525/9(m/座)，其中特长隧道4550/1(m/座)、长隧道7695/4(m/座)，中短隧道2280/4(m/座)，设置互通式立交4座，服务区1处，养护工区1处，管理处1处，同步建设交通工程及沿线设施等，项目估算总投资约69.14亿元。

#### 拉萨－曲水

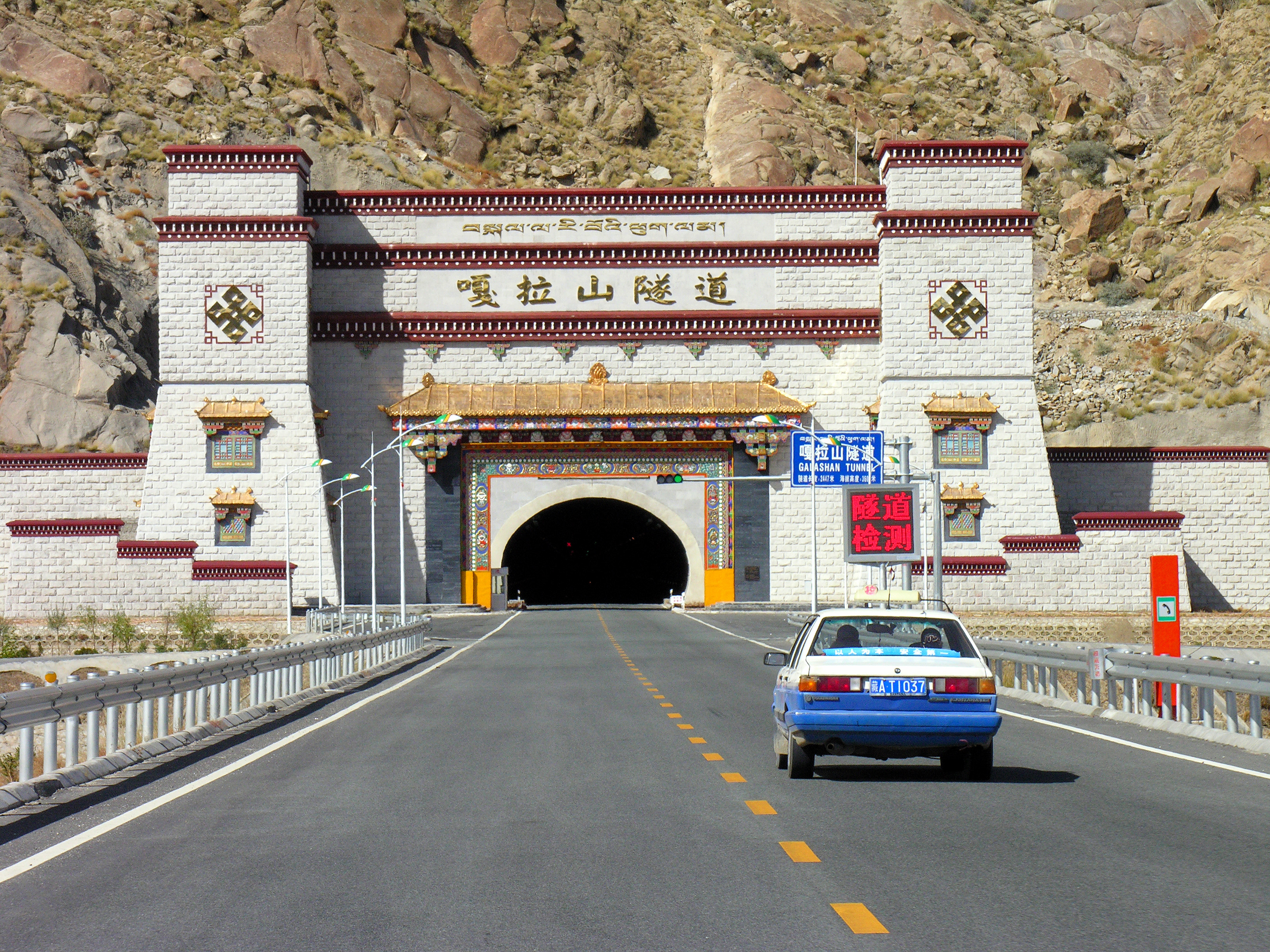
嘎拉山隧道

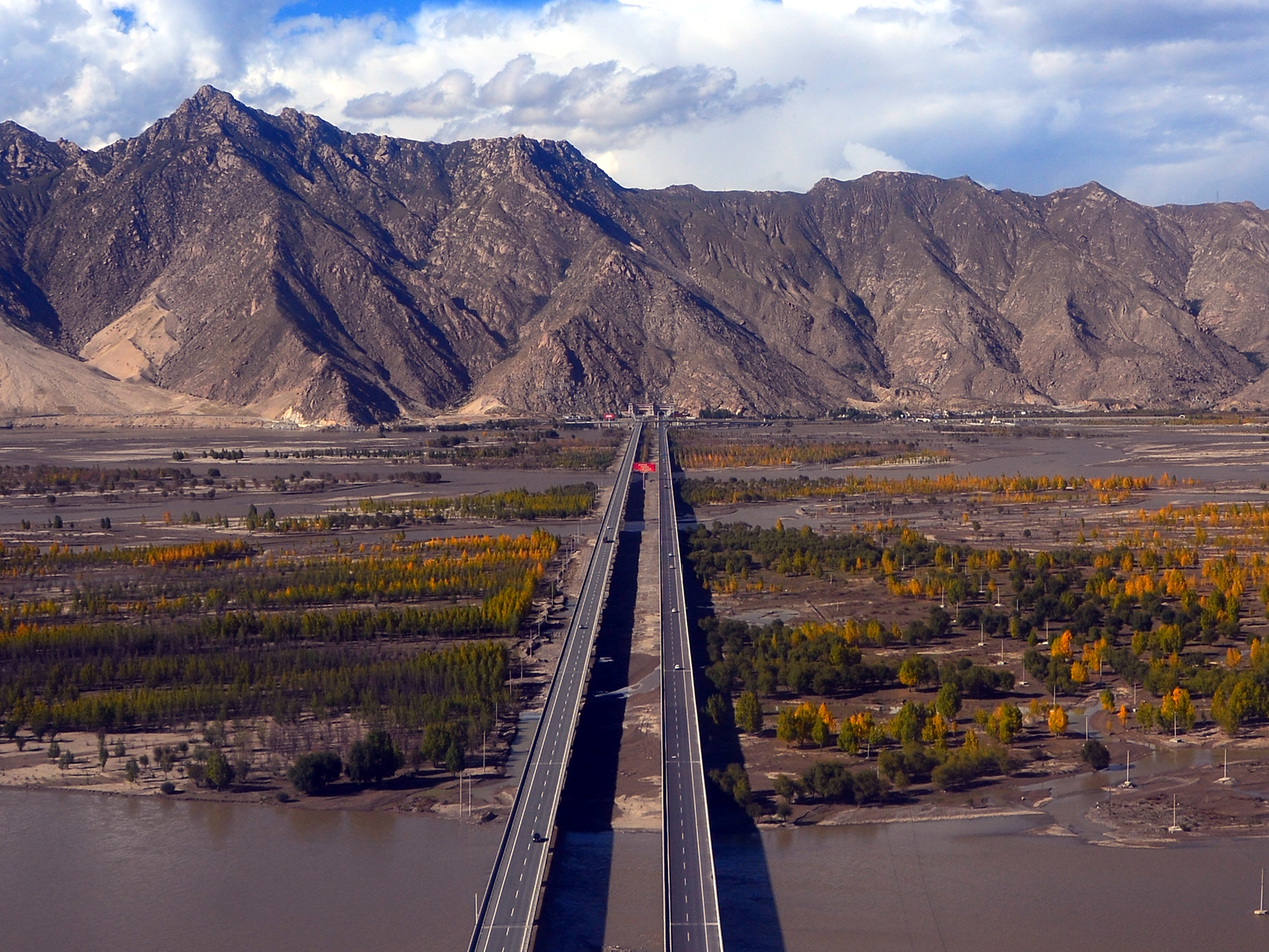
拉贡高等级公路雅江特大桥

拉薩至貢嘎機場高等级公路，簡稱拉貢高速公路或拉貢機場高速公路，是連接中國西藏自治區首府拉薩及位於貢嘎縣的拉薩貢嘎機場的高速公路，全長37.8公里，雙向四車道，是西藏第一條通車的高速公路，结束了西藏自治区无高速公路的历史。
公路始於拉萨火车站、柳梧客运站以西1.7公里处，工程沿拉萨河南岸布线，止于「两桥一隧」工程嘎拉山隧道北洞口与拉萨河特大桥南桥头之间。設計行車時速80公里，設互通立交橋四座、隧道三座。
2009年4月28日開工，總投資15.9億元人民幣，由武警交通部隊一總隊承建。2011年7月17日，率中央代表團出席西藏和平解放60周年慶祝活動的中共中央政治局常委、國家副主席、中央軍委副主席習近平主持了公路通車儀式。该高速将作为雅叶高速的一部分，连接拉萨至日喀则机场高速。
此外，该高速在协荣互通处设有支线通往拉萨贡嘎机场， 曲乃高速嘎拉山隧道、 拉贡高速雅江特大桥于2015年6月1日通车。
该段此前曾使用西藏自治区省级高速公路编号S1，而在2021年2月2日作为拉萨至日喀则机场段新改建工程的一部分改用国高网道路标识，是西藏段第一次使用G4218标识。

#### 曲水－日喀则
拉萨至日喀则机场段公路新建工程项目全长166.168公里，估算总投资299亿元，采用一级公路技术标准建设，双向四车道，设计速度100公里/小时，路基宽度25米。起点位于拉萨至贡嘎机场高速公路协荣互通立交，经曲水县、尼木县、仁布县、桑珠孜区，在江当互通接入日喀则机场至日喀则市高等级公路，该路段于2018年12月17日开工。其中全长34.87公里的日喀则段于2021年11月23日通车试运行。该段于2024年6月30日全线通车。
日喀则机场至日喀则市已在2017年建成高等级公路。

#### 日喀则－昆莎机场
规划中。

#### 昆莎机场－狮泉河（噶尔）
昆莎机场至狮泉河公路新建工程于2023年9月正式开工，起于阿里昆莎机场东侧，止于噶尔县狮泉河镇南侧，全长40.7公里，是连接狮泉河镇与昆莎机场的重要通道。

#### 噶尔－新藏界
由于可能涉及中印边境阿克赛钦争议问题，而仅作远期展望线，保留今后规划。

### 新疆段
全线规划中，预计将连接 吐和高速叶城西互通。

## 互通枢纽及服务设施列表
| 地区                                                                                         | 里程            | 类型                                       | 名称            | 连接                          | 说明                                   |
| 雅安 - 新都桥段                                                                              | 雅安 - 新都桥段 | 雅安 - 新都桥段                            | 雅安 - 新都桥段 | 雅安 - 新都桥段               | 雅安 - 新都桥段                        |
| -------------------------------------------------------------------------------------------- | --------------- | ------------------------------------------ | --------------- | ----------------------------- | -------------------------------------- |
| 雅安市 雨城区                                                                                |                 | 枢纽                                       | 草坝            | 成渝环线高速                  |                                        |
| 雅安市 雨城区                                                                                |                 | 停车场 · 加油设施 · 修车站 · 餐厅          | 雅安草坝        | 雅安草坝                      |                                        |
| 雅安市 雨城区                                                                                |                 | 出入口                                     | 大兴            | 龙溪东路                      |                                        |
| 雅安市 雨城区                                                                                |                 | 出入口                                     | 坪石            | 雅赵路                        |                                        |
| 雅安市 雨城区                                                                                |                 | 枢纽                                       | 对岩            | 京昆高速                      |                                        |
| 雅安市 天全县                                                                                |                 | 出入口                                     | 多功            | 318国道 351国道               |                                        |
| 雅安市 天全县                                                                                |                 | 出入口                                     | 始阳            | 318国道                       |                                        |
| 雅安市 天全县                                                                                |                 | 出入口                                     | 天全            | 天全                          |                                        |
| 雅安市 天全县                                                                                |                 | 停车场 · 加油设施 · 修车站 · 餐厅          | 天全            | 天全                          |                                        |
| 雅安市 天全县                                                                                |                 | 出入口                                     | 喇叭河          | 318国道                       |                                        |
| 雅安市 天全县                                                                                |                 | 出入口                                     | 新沟            | 318国道                       |                                        |
| 甘孜藏族自治州 泸定县                                                                        |                 | 出入口 · 停车场 · 加油设施 · 修车站 · 餐厅 | 泸定            | 泸定                          | 往叶城（康定）方向需强制驶入泸定服务区 |
| 甘孜藏族自治州 康定市                                                                        |                 | 出入口                                     | 康定            | 318国道                       |                                        |
| 甘孜藏族自治州 康定市                                                                        |                 | 出入口                                     | 榆林            | 318国道                       |                                        |
| 林芝 - 拉萨段（林拉高等级公路）                                                              |                 |                                            |                 |                               |                                        |
| 林芝市 巴宜区                                                                                |                 | 主线出入口                                 | 尼洋大道        | 林芝机场高速 318国道 尼洋大道 |                                        |
| 林芝市 巴宜区                                                                                |                 | 出入口                                     | 林芝            | 南粤大道                      |                                        |
| 林芝市 巴宜区                                                                                |                 | 出入口                                     | 八一西          | 318国道                       |                                        |
| 林芝市 巴宜区                                                                                |                 | 停车场 · 飲料小吃                          | 多布            | 多布                          |                                        |
| 林芝市 巴宜区                                                                                |                 | 出入口                                     | 更章            | 318国道                       |                                        |
| 林芝市 巴宜区                                                                                |                 | 停车场 · 加油设施 · 修车站 · 餐厅          | 百巴            | 百巴                          |                                        |
| 林芝市 巴宜区                                                                                |                 | 出入口                                     | 百巴            | 百巴                          |                                        |
| 林芝市 工布江达县                                                                            |                 | 停车场 · 飲料小吃                          | 秀巴            | 秀巴                          |                                        |
| 林芝市 工布江达县                                                                            |                 | 出入口                                     | 秀巴            | 318国道 民族路                |                                        |
| 林芝市 工布江达县                                                                            |                 | 停车场 · 加油设施 · 修车站 · 餐厅          | 工布江达        | 工布江达                      |                                        |
| 林芝市 工布江达县                                                                            |                 | 出入口                                     | 工布江达        | 318国道                       |                                        |
| 林芝市 工布江达县                                                                            |                 | 停车场 · 加油设施 · 修车站 · 餐厅          | 皮康村          | 皮康村                        |                                        |
| 林芝市 工布江达县                                                                            |                 | 出入口                                     | 太昭            | 318国道                       |                                        |
| 林芝市 工布江达县                                                                            |                 | 停车场 · 加油设施 · 修车站 · 餐厅          | 金达            | 金达                          |                                        |
| 林芝市 工布江达县                                                                            |                 | 出入口                                     | 加兴            | 318国道                       |                                        |
| 林芝市 工布江达县                                                                            |                 | 停车场 · 加油设施 · 修车站 · 餐厅          | 加色            | 加色                          |                                        |
| 林芝市 工布江达县                                                                            |                 | 出入口                                     | 松多            | 318国道                       |                                        |
| 林芝市 工布江达县                                                                            |                 | 停车场 · 加油设施 · 修车站 · 餐厅          | 邦杰塘          | 邦杰塘                        |                                        |
| 拉萨市 墨竹工卡县                                                                            |                 | 停车场 · 加油设施 · 修车站 · 餐厅          | 日多            | 日多                          |                                        |
| 拉萨市 墨竹工卡县                                                                            |                 | 出入口                                     | 墨竹工卡        | 318国道                       |                                        |
| 拉萨市 达孜区                                                                                |                 | 出入口 · 停车场 · 加油设施 · 修车站 · 餐厅 | 甘丹寺          | 318国道                       |                                        |
| 拉萨市 达孜区                                                                                |                 | 枢纽                                       | 达孜            | 拉泽高速公路 318国道          |                                        |
| 拉萨市 达孜区                                                                                |                 | 出入口                                     |                 | 318国道                       |                                        |
| 拉萨市 达孜区                                                                                |                 | 主线出入口                                 | 拉萨            | 318国道                       |                                        |
| 拉萨 - 日喀则段                                                                              |                 |                                            |                 |                               |                                        |
| 拉萨市 堆龙德庆区                                                                            | 0               | (1)                                        | 世纪大道        | 世纪大道                      |                                        |
| 拉萨市 堆龙德庆区                                                                            | 9               | (2)                                        | 桑达村 乃琼     | 桑达村 乃琼                   |                                        |
| 拉萨市 堆龙德庆区                                                                            | 12              | (3)                                        | 达东 白堆       | 达东 白堆                     |                                        |
| 拉萨市 曲水县                                                                                | 25              | (4)                                        | 才纳乡 雄色寺   | 津贝路                        |                                        |
| 拉萨市 曲水县                                                                                |                 | 停车场 · 加油设施 · 修车站 · 餐厅          | 津贝            | 津贝                          | 服务区位于才纳乡出口两侧               |
| 拉萨市 曲水县                                                                                | 38              | (5)                                        | 协荣            | 曲乃高速 318国道              |                                        |
| 1.000 英里 = 1.609 千米；1.000 千米 = 0.621 英里 并行路段 • 已关闭／取消 • 限制进入 • 未开放 |                 |                                            |                 |                               |                                        |